# Billy Beane
William Lamar « Billy » Beane III, né le 29 mars 1962 à Orlando (Floride) est un joueur américain de baseball, puis un dirigeant des Athletics d'Oakland de la Ligue majeure de baseball.
Beane évolue dans la Ligue majeure de baseball comme joueur de champ extérieur de 1984 à 1989. Depuis octobre 2015, il est vice-président des Athletics après en avoir été le directeur général de 1997 à 2015. Il est le sujet de l'ouvrage de Michael Lewis Moneyball, adapté à l'écran en 2011 où il est interprété par Brad Pitt.

## Carrière au baseball

### Joueur

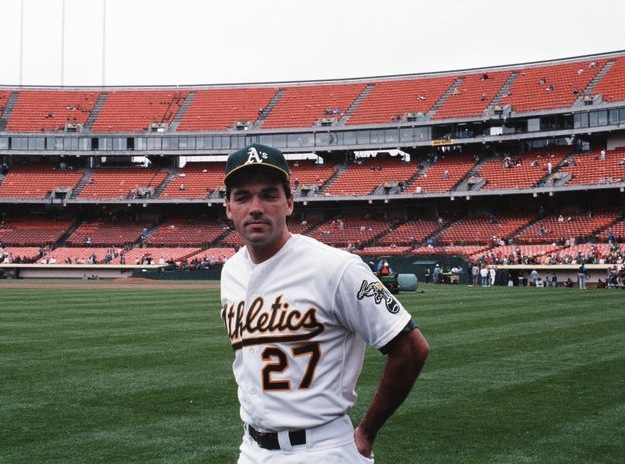
Billy Beane à 27 ans, lors de sa dernière saison avec les Athletics d'Oakland en 1989.

Beane grandit à San Diego en Californie. Son père, officier de la marine, lui apprend comment lancer au baseball. Il suit des études à la Mount Carmel High School où il excelle en football américain, baseball et basket-ball. Il abandonne le football américain par crainte d'une blessure qui puisse compromettre sa carrière au baseball. Malgré ce choix, l'université Stanford tente de le recruter dans un cursus football-baseball où il aurait eu le rôle de quaterback à la place de John Elway. Beane rejoint l'université de San Diego et suit des cours d'économie pendant l'après-saison.
Comme beaucoup d'équipes s'attendaient à ce que Beane rejoigne Stanford, il chute dans l'ordre du repêchage amateur et n'est recruté qu'en 23e position en 1980 par les Mets de New York. Après une visite médicale chez les Mets, Beane signe un contrat de 125 000 dollars, déclarant alors, en choisissant signer chez les Mets plutôt que d'aller à Stanford, que ce serait la seule décision qu'il prendrait dans sa vie pour une question d'argent.
Convaincus que Beane avait un meilleur potentiel que Darryl Strawberry, le choix no 1 de la franchise lors du repêchage, les Mets envoient Beane en A+ chez les Little Falls Mets et Strawberry au niveau recrues. Beane rencontre des difficultés et ne s'adapte pas à ce nouveau niveau de compétition.
Il rejoint la Ligue majeure en 1984 comme champ extérieur de réserve. Il évolue pour deux équipes qui remportent la Série mondiale, les Twins en 1987 et les Athletics en 1989, mais ne joue pas en séries éliminatoires. Il conclut sa carrière après 148 matchs en 1989 et une moyenne au bâton de ,219.

### Statistiques
| Saison | Équipe | G   | AB  | R  | H  | 2B | 3B | HR | RBI | SB | BA   |
| ------ | ------ | --- | --- | -- | -- | -- | -- | -- | --- | -- | ---- |
| 1984   | NYM    | 5   | 10  | 0  | 1  | 0  | 0  | 0  | 0   | 0  | ,100 |
| 1985   | NYM    | 8   | 8   | 0  | 2  | 1  | 0  | 0  | 1   | 0  | ,250 |
| 1986   | MIN    | 80  | 183 | 20 | 39 | 6  | 0  | 3  | 15  | 2  | ,213 |
| 1987   | MIN    | 12  | 15  | 1  | 4  | 2  | 0  | 0  | 1   | 0  | ,267 |
| 1988   | DET    | 6   | 6   | 1  | 1  | 0  | 0  | 0  | 1   | 0  | ,167 |
| 1989   | OAK    | 37  | 79  | 8  | 19 | 5  | 0  | 0  | 11  | 3  | ,241 |
| Totaux | Totaux | 148 | 301 | 30 | 66 | 14 | 0  | 3  | 29  | 5  | ,219 |

### Directeur général
Ne réussissant pas à intégrer l'équipe des Athletics en 1990, Beane sollicite Sandy Alderson, alors directeur général des A's pour un poste de recruteur. Il garde cette position jusqu'en 1993 et devient assistant directeur général en 1994.
En 1995, le propriétaire de la franchise Walter A. Haas Jr meurt. Il avait dépensé beaucoup d'argent en salaires pour les joueurs, et les nouveaux propriétaires, Stephen Schott et Jen Hofmann demandent à Alderson de réduire la masse salariale. En conséquence, le gérant commence à réfléchir à l'utilisation des sabermetrics pour obtenir des joueurs sous-évalués et à moindre coût. Beane succède à Alderson en 1998 et continue le travail d'Alderson pour créer l'une des meilleures équipes au ratio masse salariale/résultats. En 2006, l'équipe possède par exemple la 24e masse salariale des 30 équipes MLB mais termine la saison avec le 5e bilan victoires/défaites. 

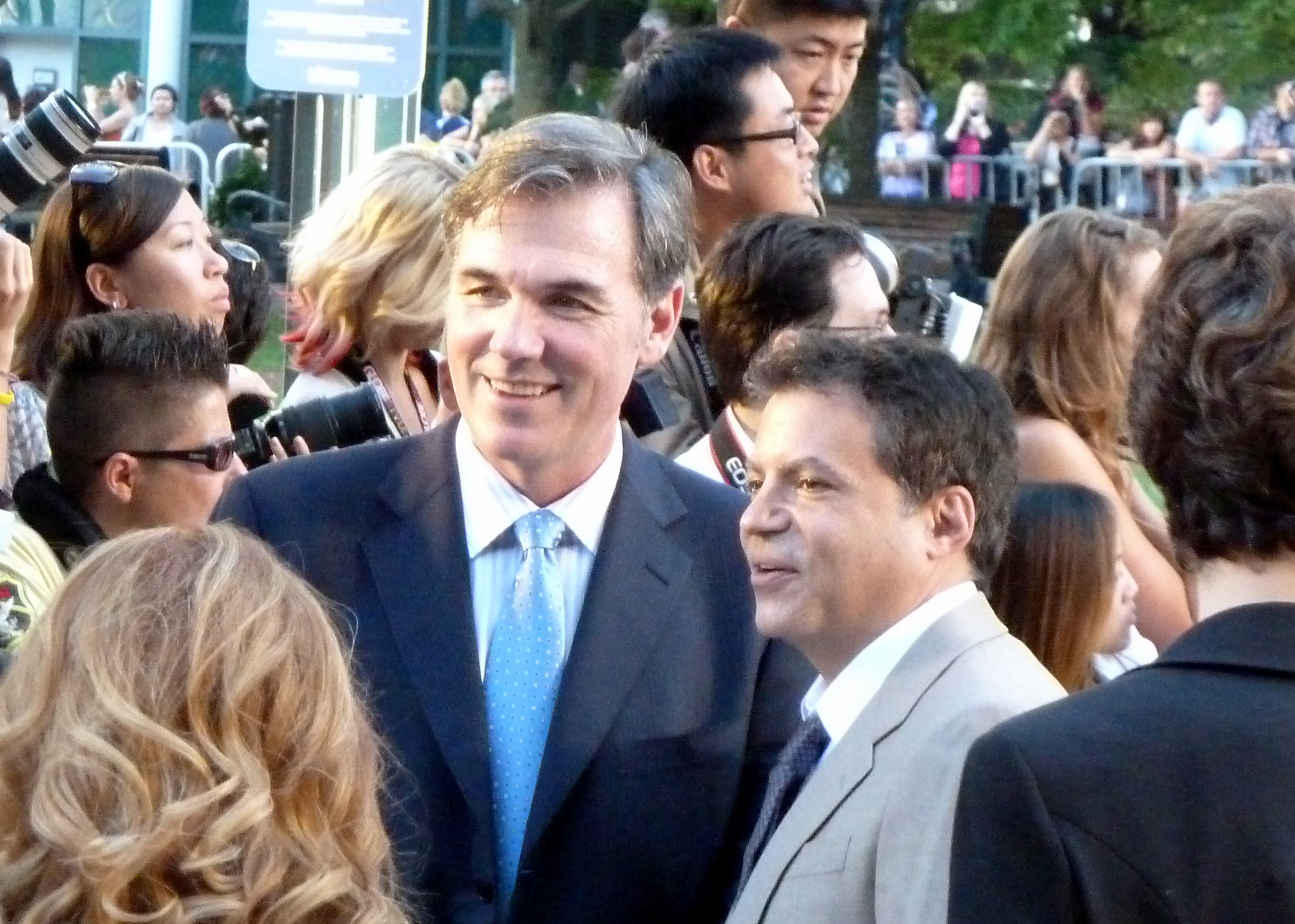
Billy Beane (à gauche) et Michael De Luca en septembre 2011 au Festival du film de Toronto.

Fort de ce succès, Beane fait l'objet d'un ouvrage de Michael Lewis : Moneyball en 2003. Le livre décrit les méthodes de travail de Beane et la façon avec laquelle il a réussi à construire une équipe performante à faible coût. Ces méthodes ont influencé un changement de mentalité dans le monde du baseball. Malgré ces changements, la franchise ne parvient toutefois qu'une seule fois en séries éliminatoires, en 2006 et échoue au second tour face aux Tigers de Détroit après avoir battu les Minnesota Twins au premier tour.
En avril 2005, Beane est reconduit comme directeur général et devient actionnaire minoritaire de la franchise. Il fête en 2008 sa dixième année comme directeur gérant chez les A's ainsi que les vingt ans de son arrivée avec la franchise en 1988. Les A's ne participent plus aux séries éliminatoires de 2006 à 2011, ce qui nourrit les critiques à l'égard de Beane et de sa manière de diriger. Une autre explication possible de ce manque de réussite résulte peut-être dans le fait que de nombreuses franchises ont pris exemple sur les Athletics dans leur façon de recruter les joueurs.
Beane décrit sa philosophie de la manière suivante :

« Tout est affaire de qualités d'évaluation et de calcul de coût associés. Il y a 30 ans, les courtiers achetaient leurs produits en faisant confiance à leur feeling. Laissez-moi vous dire ceci: chaque personne qui possède un plan de retraite a le choix. Elle peut choisir un gestionnaire de fond pour gérer sa retraite à l'instinct, ou quelqu'un qui le fera par recherche et analyse. Je sais quel serait mon choix. »

Illustrant cet exemple, Beane commence à se concentrer sur le recrutement de joueurs de l'école secondaire (high school), un groupe largement ignoré par la MLB lors du repêchage amateur, les considérant comme grossièrement sous-évalués. Lui et d'autres managers[Qui ?] changent leur stratégie de recrutement en mettant l'accent sur les performances défensives des joueurs, des critères qui avaient été dévalués immédiatement après la "révolution Moneyball". À titre d'exemple, les A's terminent leur saison 2010 avec un ratio victoires-défaites de ,500 et ratent les séries éliminatoires, mais mènent la Ligue majeure en moyenne défensive, accordant le plus petit nombre de points en Ligue américaine.
La saison 2012 des A's est une année charnière. Depuis 2007, l'équipe ne fait pas mieux qu'une fiche de ,500 en 2010, et ne passe jamais près de faire les séries. Beane entame un ménage en début de saison, duquel la plupart des experts s'accordent pour dire que les A's sont en reconstruction et voués à une saison de plus de 100 défaites. Gio Gonzalez est le lanceur vedette de l'équipe, mais ce dernier se rapproche du jour où il allait gagner le gros lot, ce que l'organisation ne pouvait être en mesure de lui consentir[pas clair]. Ils l'échangent donc avec les Nationals de Washington, en compagnie du jeune Robert Gilliam, contre 4 jeunes joueurs : Tommy Milone, Derek Norris, Brad Peacock et A. J. Cole. Tommy Milone obtient une fiche de 13 victoires et 10 défaites à sa première saison complète dans les majeures et débute même la 2e partie de la série de division contre les Tigers à Detroit. Derek Norris obtient le rôle de receveur remplaçant lors du départ du très coûteux et peu productif Kurt Suzuki. Beane échange également son releveur numéro 1, Andrew Bailey, contre le voltigeur Josh Reddick des Red Sox de Boston. Andrew Bailey doit se contenter d'un faible 17 manches lancées dû à une blessure au pouce, tandis que Josh Reddick frappe 32 circuits et obtint le Gant doré comme voltigeur de droite.
Le ménage se continue lorsque Beane échange Trevor Cahill, alors son lanceur numéro 2, ainsi que le releveur Craig Breslow, avec les Diamondbacks de l'Arizona, contre le lanceur en fin de contrat Jarrod Parker, le lanceur de relève Ryan Cook et le joueur d'utilité Collin Cowgill. Cahill fait une saison respectable chez les Diamondbacks, mais Jarrod Parker en fait une encore meilleure, avec une fiche de 13 victoires et 8 défaites en 29 départs et une moyenne de points mérités de 3,47, débutant même la première rencontre des séries de divisions contre les Tigers à Detroit. Ryan Cook fait forte impression lui aussi à sa première saison complète en carrière, lançant la 7e ou 8e manche afin de préserver l'avance et "préparer la table" pour le stoppeur Grant Balfour. Il cumule même 14 victoires sauvegardées avec une fiche de 6 victoires et 2 défaites, une moyenne de points mérités de 2,09, tout en réussissant 80 retraits au bâton en 73 manches et 1/3 lancées. Beane décide de ne pas accorder de contrat au voltigeur Josh Willingham, mais surprend tout le monde en accordant un contrat de 4 ans pour un total de 9 millions à un joueur cubain, Yoenis Céspedes.
Avec tous ces changements, Beane économise plus de 12 millions de dollars. Les A's cumulèrent un maigre 23 victoires en 54 rencontres, mais le vent tourne peu à peu. À la pause du match des étoiles, Oakland a une fiche de .500 (43-43) et ils terminent la saison en remportant 51 victoires dans leurs 76 derniers matchs, raflant le titre de division Ouest de la Ligue américaine au tout dernier match grâce en balayant les Rangers du Texas, qui ont mené la division d'un bout à l'autre de la saison. En série de divisions, il faut 5 matchs aux Tigers et deux victoires de l'as lanceur Justin Verlander pour éliminer les A's.
Après trois participations consécutives aux éliminatoires de 2012 à 2014, les Athletics vivent en 2015 une année de transition où leurs 94 défaites sont le total le plus élevé de la Ligue américaine. Le 5 octobre 2015, Billy Beane est élevé au poste de vice-président des Athletics. Il renonce au poste de directeur général qui était le sien depuis la fin 1997 et est remplacé dans ces fonctions par David Forst, son assistant depuis 12 ans.

## Autres activités
En janvier 2007, l'entreprise NetSuite nomme Beane directeur au sein de son comité exécutif. Le cofondateur de l'entreprise, Evan Goldberg, cite les qualités de Beane mêlant instinct et faits comme un facteur primordial dans le recrutement de ce dernier.[réf. nécessaire]
Lors du rachat des Earthquakes de San José, formation de la Major League Soccer, par le groupe qui gère les Athletics, Beane, fervent supporter d'Arsenal F.C, commence à développer un système d'analyse objective de valeur des joueurs de football. Il accepte d'aider la direction du club de football à construire une équipe compétitive à faible coût. Les restrictions financières, comme le plafond salarial, sont plus dures encore en MLS qu'en MLB.
Beane participe en tant que consultant à l'élaboration du jeu MLB Front Office Manager.
Deux fois marié, il a une fille de son premier mariage et des jumeaux du second.

## Honneurs
En décembre 2009, Sports Illustrated nomme Beane no 10 dans son Top 10 des directeurs généraux de la décennie, tous sports confondus.